# Surprise Camping
Pour plus de détails, voir Fiche technique et Distribution.
Surprise Camping (titre original : Listen, Darling) est un film américain en noir et blanc réalisé par Edwin L. Marin, sorti en 1938.

## Synopsis
Une fille et son ami font se démènent pour empêcher la mère de celle-ci, une veuve, d'épouser la mauvaise personne.

## Fiche technique
- Titre français : Surprise Camping
- Titre original : Modèle:Langu
- Réalisation : Edwin L. Marin
- Scénario : Elaine Ryan et Anne Morrison Chapin, d'après l'histoire de Katharine Brush
- Musique : William Axt
- Direction artistique : Cedric Gibbons
- Costumes : Dolly Tree
- Photographie : Charles Lawton Jr.
- Montage : Blanche Sewell
- Producteur : Jack Cummings
- Société de production : Metro-Goldwyn-Mayer
- Pays de production :  États-Unis
- Langue originale : anglais américain
- Format : noir et blanc — 35 mm — 1,37:1 — son : mono (Western Electric Sound System)
- Genre : comédie dramatique, romance et film musical
- Durée : 75 minutes
- Dates de sortie :
  - États-Unis : 21 octobre 1938
  - France : 23 février 1940

## Distribution
- Judy Garland : 'Pinkie' Wingate
- Freddie Bartholomew : 'Buzz' Mitchell
- Mary Astor (VF : Lita Recio) : Dottie Wingate
- Walter Pidgeon (VF: Paul Lalloz) : Richard Thurlow
- Alan Hale : J.J. Slattery
- Scotty Beckett : Billie Wingate
- Barnett Parker : Abercrombie
- Gene Lockhart : M. Drubbs
- Charley Grapewin : Oncle Joe